# Lars Jilmstad
Lars Jilmstad (1946) é um político sueco. Desde 1 de janeiro de  2020 que serve como membro do Riksdag, representando o distrito eleitoral do município de Estocolmo. Ele tornou-se um membro após Beatrice Ask renunciar. De 26 de agosto de 2019 a 31 de dezembro de 2019, ele serviu como substituto no Riksdag por Jessica Rosencrantz.